# Zvonimir Deranja
Zvonimir Deranja (ur. 22 października 1979 w Dubrowniku) – piłkarz chorwacki grający na pozycji napastnika. Nosi boiskowy przydomek „Popaj”.

## Kariera
Deranja na początku piłkarskiej kariery grał w małych klubach: Slaven Prevlaka, GOŠK 1919 Dubrownik oraz NK Grude. Z czasem jednak skauci Hajduka Split wypatrzyli w nim wielki talent i ściągneli do tamtejszej szkółki piłkarskiej. W sezonie 1996/1997 młody Deranja zadebiutował w barwach Hajduka w pierwszej lidze mając wówczas 17 lat. W całym sezonie zagrał 5 razy i nawet zdołał zdobyć swojego premierowego gola w lidze. W kolejnym sezonie tylko 1 raz pojawił się na boisku i więcej grał w juniorskim zespole Hajduka jak pierwszym. Dopiero w sezonie 1998/1999 Deranja pokazał próbkę swoich możliwości. Błysnął już w 2. kolejce ligi w meczu z drużyną Mladost Suhopolje, kiedy to zaliczył hat-tricka. W całym sezonie zdobył 14 bramek i był najlepszym strzelcem Hajduka, a w lidze więcej bramek od niego zdobył tylko Joško Popović z drużyny HNK Šibenik (21 goli). Hajduk zajął wówczas 3. miejsce w lidze. Eksperci przewidywali mu wielką karierę i uznali za wielką nadzieję Hajduka na następne lata. Pierwszy sukces w barwach Hajduka Deranja odniósł w sezonie 1999/2000, kiedy to zdobył Puchar Chorwacji. Przez cały sezon zdobył tylko 6 bramek, ale było to spowodowane kontuzją, przez którą opuścił dość dużą część meczów. Natomiast w sezonie 2000/2001 Deranja mógł świętować z Hajdukiem swój pierwszy tytuł mistrzowski, a przyczynił się do tego swoimi 11 zdobytymi bramkami, a Hajduk wreszcie odzyskał prymat w Chorwacji po pięcioletniej dominacji Dinama Zagrzeb. Rok później to jednak NK Zagrzeb dość niespodziewanie został mistrzem kraju, a Hajduk z Deranją, który ponownie zdobył 11 bramek, musiał zadowolić się wicemistrzostwem. W sezonie 2002/2003 splicki klub znów został wicemistrzem kraju na rzecz Dinama, ale za to zdobył Puchar Chorwacji – drugi za czasów gry Zvonimira w tym klubie. Sezon 2003/2004 Deranja prawie cały stracił z powodu leczenia kontuzji i zdołał zagrać tylko w 6 meczach, w których to zdobył 3 bramki, ale dzięki temu mógł czuć się po raz drugi w karierze mistrzem kraju.
Latem 2004 Deranja zdecydował się odejść z Hajduka i przystał na ofertę klubu Ligue 2, Le Mans UC72. We francuskim zespole jednak nie sprawdził się. Zagrał tylko w mniej niż połowie meczów i zdobył tylko 4 gole. Le Mans co prawda awansowało do pierwszej ligi, ale Deranji podziękowano za usługu i Zvonimir powrócił do Hajduka. Niestety jego forma była już nie taka jak kilka lat wcześniej i także w Hajduku szło mu źle. Co prawda został trzeci raz mistrzem kraju, ale grał bardzo mało i zdobył tylko 1 gola. Latem 2006 wydawało się, że Deranja wyjedzie do jednego z klubów koreańskich, jednak ostatecznie skorzystał z oferty beniaminka Ligue 2, FC Libourne-Saint-Seurin.
Na początku 2008 roku Deranja przeszedł do belgijskiego Excelsioru Mouscron. W Eerste Klasse zadebiutował 9 lutego 2008 w przegranym 1:2 domowym spotkaniu z KVC Westerlo.
Deranji nigdy nie udało się zadebiutować w reprezentacji Chorwacji, chociaż w najlepszym okresie jego kariery były głosy o powołaniu go do kadry. Jedyne doświadczenia z drużyną reprezentacji to jak dotąd występy w młodzieżowych reprezentacjach w kategoriach Under-17, Under-19 i Under-21.

## Statystyki
| Sezon   | Klub                     | Kraj      | Rozgrywki     | Mecze | Bramki |
| ------- | ------------------------ | --------- | ------------- | ----- | ------ |
| 1996/97 | Hajduk Split             | Chorwacja | Prva HNL      | 5     | 1      |
| 1997/98 | Hajduk Split             | Chorwacja | Prva HNL      | 1     | 0      |
| 1998/99 | Hajduk Split             | Chorwacja | Prva HNL      | 25    | 14     |
| 1999/00 | Hajduk Split             | Chorwacja | Prva HNL      | 19    | 6      |
| 2000/01 | Hajduk Split             | Chorwacja | Prva HNL      | 23    | 11     |
| 2001/02 | Hajduk Split             | Chorwacja | Prva HNL      | 26    | 11     |
| 2002/03 | Hajduk Split             | Chorwacja | Prva HNL      | 21    | 6      |
| 2003/04 | Hajduk Split             | Chorwacja | Prva HNL      | 6     | 3      |
| 2004/05 | Le Mans UC72             | Francja   | Ligue 2       | 16    | 4      |
| 2005/06 | Hajduk Split             | Chorwacja | Prva HNL      | 5     | 1      |
| 2006/07 | FC Libourne-Saint-Seurin | Francja   | Ligue 2       | 32    | 14     |
| 2007/08 | FC Libourne-Saint-Seurin | Francja   | Ligue 2       | 17    | 8      |
| 2007/08 | Excelsior Mouscron       | Belgia    | Eerste Klasse | 5     | 1      |
| 2008/09 | Excelsior Mouscron       | Belgia    | Eerste Klasse | 4     | 0      |
| 2009/10 | Excelsior Mouscron       | Belgia    | Eerste Klasse | 7     | 0      |
| 2010/11 | RNK Split                | Chorwacja | Prva HNL      | 7     | 0      |